# Полканово
Полканово (рос. Полканово) — село Кяхтинського району, Бурятії Росії. Входить до складу Зарянського сільського поселення.
Населення — 146 осіб (2010 рік).